# Celeus loricatus
Celeus loricatus là một loài chim trong họ Picidae.